# Gran Premio d'Olanda 1960
Il Gran Premio d'Olanda 1960 si è svolto domenica 7 giugno 1960 sul circuito di Zandvoort. La gara è stata vinta da Jack Brabham su Cooper seguito da Innes Ireland su Cooper e da Graham Hill su BRM.

## Qualifiche
| Pos | N° | Pilota                  | Auto            | Squadra                   | Tempo  | Distacco |
| --- | -- | ----------------------- | --------------- | ------------------------- | ------ | -------- |
| 1   | 7  | Stirling Moss           | Lotus-Climax    | RRC Walker Racing Team    | 1:33.2 | -        |
| 2   | 11 | Jack Brabham            | Cooper-Climax   | Cooper Car Company        | 1:33.4 | +0.2     |
| 3   | 4  | Innes Ireland           | Lotus-Climax    | Team Lotus                | 1:33.9 | +0.7     |
| 4   | 14 | Jo Bonnier              | BRM             | Owen Racing Organisation  | 1:34.3 | +1.1     |
| 5   | 16 | Graham Hill             | BRM             | Owen Racing Organisation  | 1:35.1 | +1.9     |
| 6   | 15 | Dan Gurney              | BRM             | Owen Racing Organisation  | 1:35.2 | +2.0     |
| 7   | 8  | Chris Bristow           | Cooper-Climax   | Yeoman Credit Racing Team | 1:35.3 | +2.1     |
| 8   | 5  | Alan Stacey             | Lotus-Climax    | Team Lotus                | 1:35.4 | +2.2     |
| 9   | 12 | Bruce McLaren           | Cooper-Climax   | Cooper Car Company        | 1:35.7 | +2.5     |
| 10  | 9  | Tony Brooks             | Cooper-Climax   | Yeoman Credit Racing Team | 1:36.0 | +2.8     |
| 11  | 6  | Jim Clark               | Lotus-Climax    | Team Lotus                | 1:36.3 | +3.1     |
| 12  | 3  | Richie Ginther          | Ferrari         | Scuderia Ferrari          | 1:36.3 | +3.1     |
| 13  | 1  | Phil Hill               | Ferrari         | Scuderia Ferrari          | 1:36.4 | +3.2     |
| 14  | 10 | Henry Taylor            | Cooper-Climax   | RHH Parnell               | 1:36.4 | +3.2     |
| 15  | 2  | Wolfgang von Trips      | Ferrari         | Scuderia Ferrari          | 1:36.7 | +3.5     |
| 16  | 22 | Chuck Daigh             | Scarab          | Reventlow Automobiles Inc | 1:36.7 | +3.5     |
| 17  | 19 | Masten Gregory          | Cooper-Maserati | Scuderia Centro Sud       | 1:37.3 | +4.1     |
| 18  | 17 | Roy Salvadori           | Aston Martin    | David Brown Corporation   | 1:37.8 | +4.6     |
| 19  | 18 | Maurice Trintignant     | Cooper-Maserati | Scuderia Centro Sud       | 1:38.5 | +5.3     |
| 20  | 21 | Lance Reventlow         | Scarab          | Reventlow Automobiles Inc | 1:38.8 | +5.6     |
| 21  | 20 | Carel Godin de Beaufort | Cooper-Climax   | Ecurie Maarsbergen        | 1:41.7 | +8.5     |

## Gara
I risultati del GP sono stati i seguenti:
| Pos | N° | Pilota                  | Costruttore/Motore | Giri | Tempo/Ritiro | Griglia | Punti |
| --- | -- | ----------------------- | ------------------ | ---- | ------------ | ------- | ----- |
| 1   | 11 | Jack Brabham            | Cooper-Climax      | 75   | 2:01:47.2    | 2       | 8     |
| 2   | 4  | Innes Ireland           | Lotus-Climax       | 75   | +24.0        | 3       | 6     |
| 3   | 16 | Graham Hill             | BRM                | 75   | +56.6        | 5       | 4     |
| 4   | 7  | Stirling Moss           | Lotus-Climax       | 75   | +57.7        | 1       | 3     |
| 5   | 2  | Wolfgang von Trips      | Ferrari            | 74   | +1 giro      | 15      | 2     |
| 6   | 3  | Richie Ginther          | Ferrari            | 74   | +1 giro      | 12      | 1     |
| 7   | 10 | Henry Taylor            | Cooper-Climax      | 70   | +5 giri      | 14      |       |
| 8   | 20 | Carel Godin de Beaufort | Cooper-Climax      | 69   | +6 giri      | 21      |       |
| Rit | 5  | Alan Stacey             | Lotus-Climax       | 57   | Trasmissione | 8       |       |
| Rit | 14 | Jo Bonnier              | BRM                | 54   | Motore       | 4       |       |
| Rit | 1  | Phil Hill               | Ferrari            | 54   | Motore       | 13      |       |
| Rit | 6  | Jim Clark               | Lotus-Climax       | 42   | Trasmissione | 11      |       |
| Rit | 18 | Maurice Trintignant     | Cooper-Maserati    | 39   | Cambio       | 19      |       |
| Rit | 15 | Dan Gurney              | BRM                | 11   | Incidente    | 6       |       |
| Rit | 8  | Chris Bristow           | Cooper-Climax      | 9    | Motore       | 7       |       |
| Rit | 12 | Bruce McLaren           | Cooper-Climax      | 8    | Trasmissione | 9       |       |
| Rit | 9  | Tony Brooks             | Cooper-Climax      | 4    | Cambio       | 10      |       |
| NP  | 17 | Roy Salvadori           | Aston Martin       |      |              | 18      |       |
| NP  | 19 | Masten Gregory          | Cooper-Maserati    |      |              | 17      |       |
| NP  | 21 | Lance Reventlow         | Scarab             |      |              | 20      |       |
| NP  | 22 | Chuck Daigh             | Scarab             |      |              | 16      |       |

## Statistiche

### Piloti
- 3ª vittoria per Jack Brabham
- 1° podio per Innes Ireland e Graham Hill
- 1º Gran Premio per Jim Clark

### Costruttori
- 9° vittoria per la Cooper
- 1º giro più veloce per la Lotus

### Motori
- 10ª vittoria per il motore Climax

### Giri al comando
- Jack Brabham (1-75)

## Classifiche Mondiali

### Piloti
| Pos | Pilota             | Punti |
| --- | ------------------ | ----- |
| 1   | Bruce McLaren      | 14    |
| 2   | Stirling Moss      | 11    |
| 3   | Jim Rathmann       | 8     |
|     | Jack Brabham       | 8     |
| 5   | Innes Ireland      | 7     |
| 6   | Rodger Ward        | 6     |
|     | Cliff Allison      | 6     |
| 8   | Wolfgang von Trips | 4     |
|     | Graham Hill        | 4     |
|     | Paul Goldsmith     | 4     |
|     | Phil Hill          | 4     |
| 12  | Carlos Menditeguy  | 3     |
|     | Tony Brooks        | 3     |
|     | Don Branson        | 3     |
| 15  | Johnny Thomson     | 2     |
|     | Jo Bonnier         | 2     |
|     | Richie Ginther     | 2     |
| 18  | Eddie Johnson      | 1     |

### Costruttori
| Pos | Team            | Punti |
| --- | --------------- | ----- |
| 1   | Cooper-Climax   | 22    |
| 2   | Lotus-Climax    | 15    |
| 3   | Ferrari         | 12    |
| 4   | BRM             | 6     |
| 5   | Cooper-Maserati | 3     |